# FIFA 100

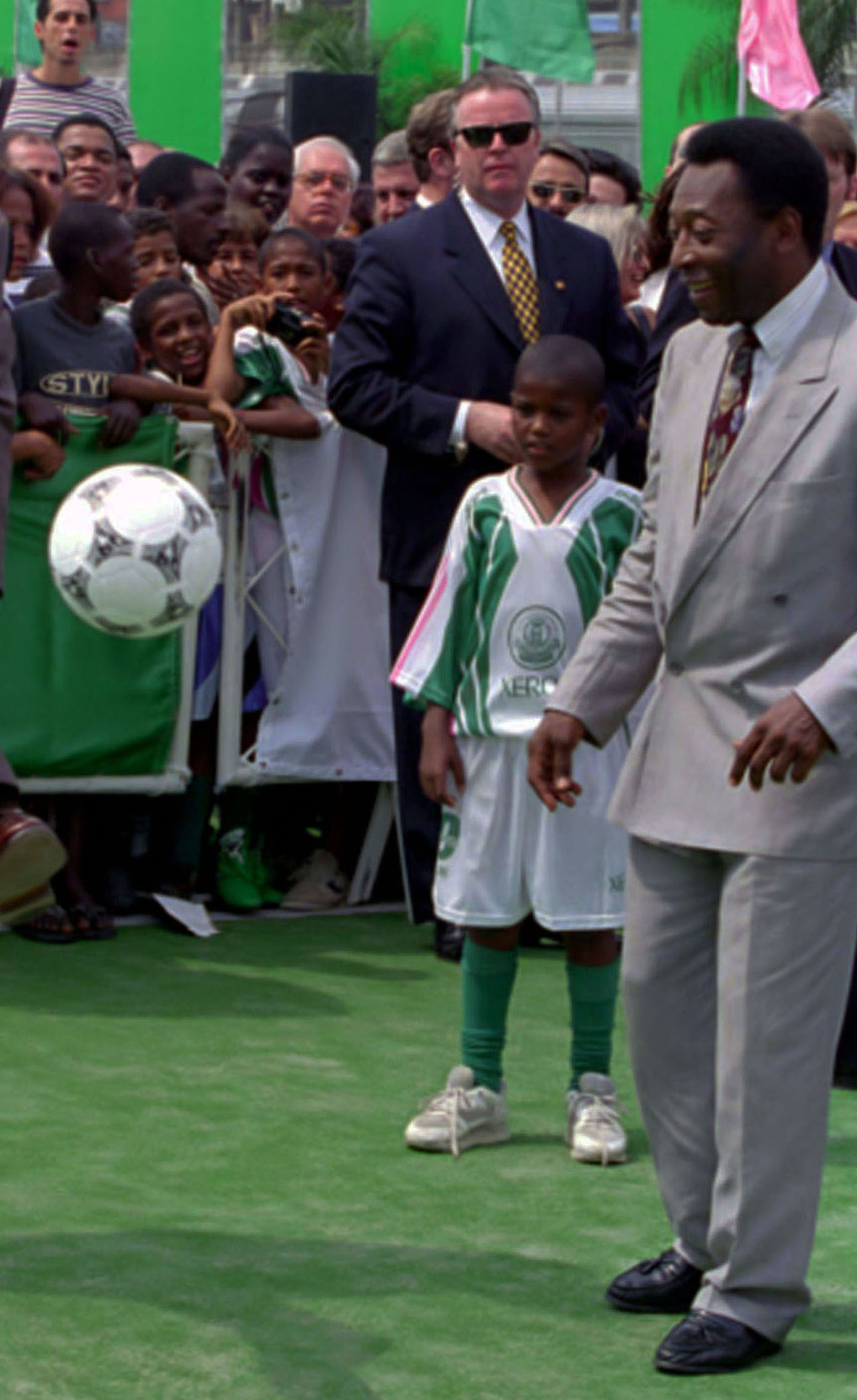
Pelé nahm die Auswahl der Liste vor.

Die FIFA 100 ist eine anlässlich ihres 100-jährigen Bestehens von der Internationalen Fußballorganisation FIFA (Fédération Internationale de Football Association) am 4. März 2004 herausgegebene Liste mit den 125 besten beim Jubiläum noch lebenden Fußballspielern. Die Auswahl hat Pelé vorgenommen und umfasst 123 Spieler und 2 Spielerinnen. 18 Fotografen haben diese Spieler porträtiert; die Fotos waren erstmals auf einer Benefizveranstaltung in London zu sehen und wurden anschließend weltweit in einer Wanderausstellung gezeigt.

## Kritik
Kritiker bemängelten, dass der Auswahl einige berühmte Fußballer aus verschiedenen Ländern fehlten, zudem weise die Liste eine gewisse Gegenwartslastigkeit auf. Teilweise enthalte die Auswahl zudem Spieler, die eher aus Gründen der regionalen Bedeutung berücksichtigt worden seien, über die eigenen Landesgrenzen hinweg aber nie einen nennenswerten Bekanntheitsgrad erzielt hätten. Andererseits könne eine solche Liste zwangsläufig nur subjektiv sein, da relativ wenige der genannten 125 Spieler in ihrer Bedeutung absolut unumstritten seien.

## Die „FIFA 100“

### Spieler aus Europa
- Belgien 
  - Jan Ceulemans
  - Franky Van Der Elst
  - Jean-Marie Pfaff
- Bulgarien 
  - Christo Stoitschkow
- Dänemark 
  - Brian Laudrup
  - Michael Laudrup
  - Peter Schmeichel
- Deutschland 
  - Michael Ballack
  - Franz Beckenbauer († 7. Januar 2024)
  - Paul Breitner
  - Oliver Kahn
  - Jürgen Klinsmann
  - Sepp Maier
  - Lothar Matthäus
  - Gerd Müller († 15. August 2021)
  - Karl-Heinz Rummenigge
  - Uwe Seeler († 21. Juli 2022)
- England 
  - Gordon Banks († 12. Februar 2019)
  - David Beckham
  - Bobby Charlton († 21. Oktober 2023)
  - Kevin Keegan
  - Gary Lineker
  - Michael Owen
  - Alan Shearer
- Frankreich 
  - Éric Cantona
  - Marcel Desailly
  - Didier Deschamps
  - Just Fontaine († 1. März 2023)
  - Thierry Henry
  - Raymond Kopa († 3. März 2017)
  - Jean-Pierre Papin
  - Robert Pires
  - Michel Platini
  - Lilian Thuram
  - Marius Trésor
  - David Trezeguet
  - Patrick Vieira
  - Zinédine Zidane
- Irland 
  - Roy Keane
- Italien 
  - Roberto Baggio
  - Franco Baresi
  - Giuseppe Bergomi
  - Giampiero Boniperti († 18. Juni 2021)
  - Gianluigi Buffon
  - Alessandro Del Piero
  - Giacinto Facchetti († 4. September 2006)
  - Paolo Maldini
  - Alessandro Nesta
  - Gianni Rivera
  - Paolo Rossi († 9. Dezember 2020)
  - Francesco Totti
  - Christian Vieri
  - Dino Zoff
- Kroatien 
  - Davor Šuker
- Niederlande 
  - Marco van Basten
  - Dennis Bergkamp
  - Johan Cruyff († 24. März 2016)
  - Edgar Davids
  - Ruud Gullit
  - René van de Kerkhof
  - Willy van de Kerkhof
  - Patrick Kluivert
  - Johan Neeskens († 6. Oktober 2024)
  - Ruud van Nistelrooy
  - Rob Rensenbrink († 24. Januar 2020)
  - Frank Rijkaard
  - Clarence Seedorf
- Nordirland 
  - George Best († 25. November 2005)
- Polen 
  - Zbigniew Boniek
- Portugal 
  - Eusébio († 5. Januar 2014)
  - Luís Figo
  - Rui Costa
- Rumänien 
  - Gheorghe Hagi
- Russland 
  - Rinat Dassajew
- Schottland 
  - Kenny Dalglish
- Spanien 
  - Emilio Butragueño
  - Luis Enrique
  - Raúl
- Tschechien 
  - Josef Masopust († 29. Juni 2015)
  - Pavel Nedvěd
- Türkei 
  - Emre Belözoğlu
  - Rüştü Reçber
- Ukraine 
  - Andrij Schewtschenko
- Ungarn 
  - Ferenc Puskás († 17. November 2006)

### Spieler/-innen aus Nord- und Mittelamerika
- USA 
  - Michelle Akers
  - Mia Hamm
- Mexiko 
  - Hugo Sánchez

### Spieler aus Südamerika
- Argentinien 
  - Gabriel Batistuta
  - Hernán Crespo
  - Mario Kempes
  - Diego Maradona († 25. November 2020)
  - Daniel Passarella
  - Javier Saviola
  - Omar Sívori († 17. Februar 2005)
  - Alfredo Di Stéfano († 7. Juli 2014)
  - Juan Sebastián Verón
  - Javier Zanetti

- Brasilien 
  - Carlos Alberto († 25. Oktober 2016)
  - Cafu
  - Roberto Carlos
  - Falcão
  - Júnior
  - Pelé († 29. Dezember 2022)
  - Rivaldo
  - Rivelino
  - Romário
  - Ronaldinho
  - Ronaldo
  - Djalma Santos († 23. Juli 2013)
  - Nílton Santos († 27. November 2013)
  - Sócrates († 4. Dezember 2011)
  - Zico
- Chile 
  - Elías Figueroa
  - Iván Zamorano
- Kolumbien 
  - Carlos Valderrama
- Peru 
  - Teófilo Cubillas
- Paraguay 
  - Romerito
- Uruguay 
  - Enzo Francescoli

### Spieler aus Afrika
- Senegal 
  - El Hadji Diouf
- Nigeria 
  - Jay-Jay Okocha
- Liberia 
  - George Weah
- Kamerun 
  - Roger Milla
- Ghana 
  - Abédi Pelé

### Spieler aus Asien
- Südkorea 
  - Hong Myung-bo
- Japan 
  - Hidetoshi Nakata